# Tito Santana
Tito Santana (10 de mayo de 1953), cuyo nombre real es Merced Solís, es un luchador profesional estadounidense de ascendencia mexicana semirretirado cuya carrera abarcó desde finales de los 70 a comienzos de los 90, siendo especialmente popular en su época en la World Wrestling Federation. A pesar de su herencia mexicana, apenas compitió en promociones de lucha libre, dado que estaba más habituado al estilo estadounidense de lucha profesional.
Con la WWF, Santana fue dos veces Campeón Intercontinental Peso Pesado, dos veces Campeón en Parejas, King of the Ring en 1989 e inducido al Salón de la Fama de la WWE en 2004.

## Carrera

### Inicios
Antes de convertirse en luchador, Santana jugó como tight end para la Universidad Estatal de Texas Occidental, ahora conocido como Universidad de Texas Occidental A&M, donde coincidiría con el también luchador Tully Blanchard, que jugaba en la posición de quarterback. Tras graduarse probó en los Kansas City Chiefs de la NFL, pero fue cortado durante la pretemporada. De ahí pasó a disputar una temporada en los British Columbia Lions de la Canadian Football League en 1976, disputando 13 partidos de liga regular. Tras finalizar la temporada se inició como luchador profesional.
Trabajó brevemente en la National Wrestling Alliance (NWA) y la American Wrestling Association (AWA), pero se ganó su fama de luchador en la World Wrestling Federation. En la NWA Amarillo Territory ganaría el Western States Tag Team Title junto a Ted DiBiase.

### World Wrestling Federation (1979-1993)

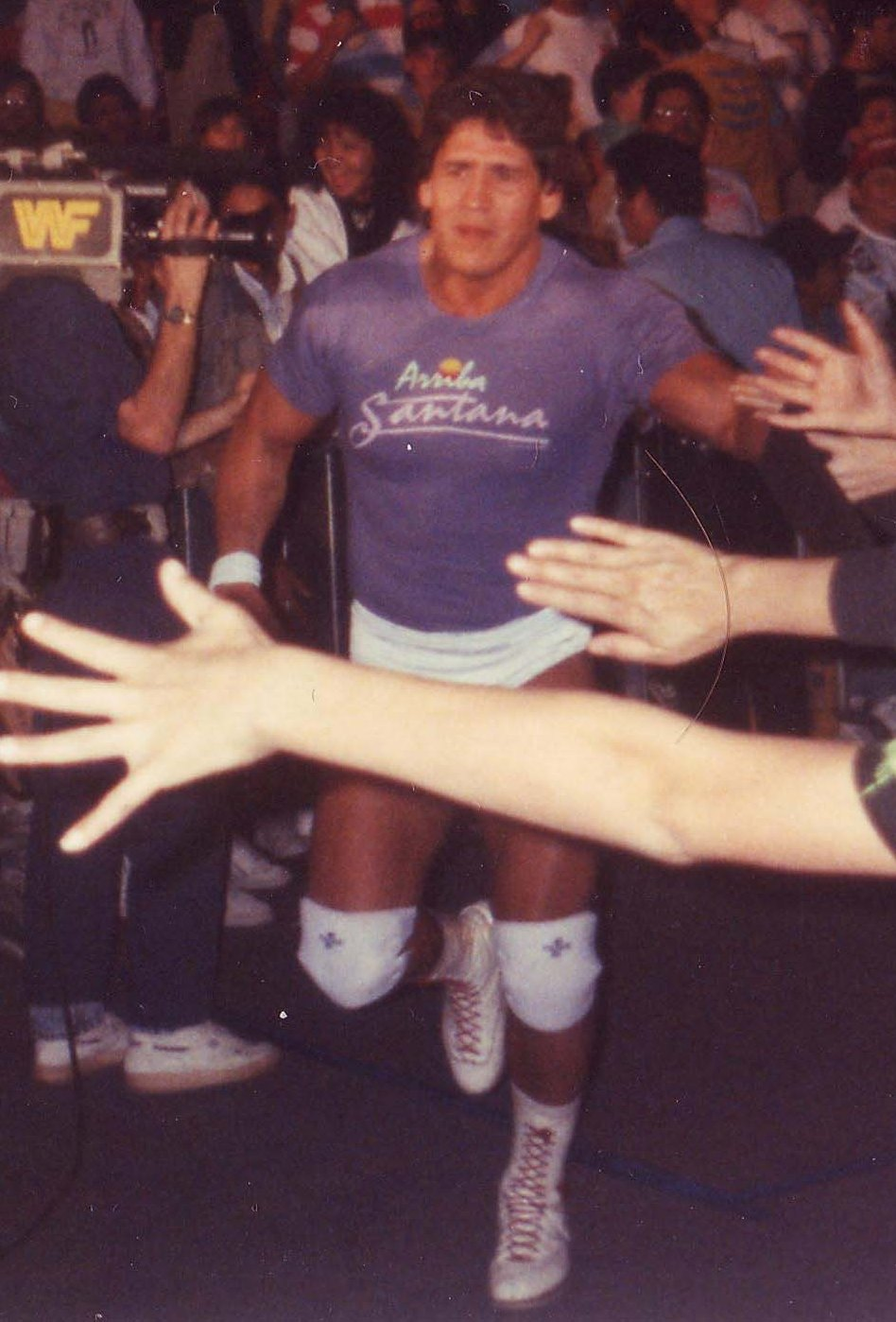
Santana haciendo su entrada al ring, a finales de los 80.

El 22 de octubre de 1979, junto con la superestrella polaca Ivan Putski se proclamaría Campeón en Parejas de la WWF al derrotar a Johnny y Jerry Valiant en Nueva York. Rentendrían el título durante seis meses antes de perderlo ante los Wild Samoans (Afa y Sika) el 12 de abril de 1980 en Allentown (Pensilvania).
En 1984, inició un feudo con Magnificent Don Muraco por el Campeonato Intercontinental de la WWF, el cual ganó el 11 de febrero (siendo el primer luchador de ascendencia mexicana en ganar el Campeonato Intercontinental de la WWF) en Boston, Massachusetts. Entonces entró en un feudo con el título de por medio con Greg Valentine. Valentine destronó a Santana el 24 de septiembre de 1984 en London, Ontario. La rivalidad entre ambos se recrudeció cuando Valentine lesionó a Santana en una de sus rodillas, dejándolo fuera de acción durante varios meses.
Tito regresaría en WrestleMania I, derrotando en el combate inaugural a un luchador enmascarado conocido como The Executioner. Tito y Greg Valentine volvieron a encontrarse en una serie de luchas memorables, tanto en solitario como por parejas (acompañado entre otros de Junkyard Dog y Ricky Steamboat), sin que ninguno de los dos se impusiera claramente. Compitieron en una gran variedad de estilos, desde combates por el título a peleas sin descalificación y luchas de leñadores.
El 6 de julio de 1985, Tito Santana recupera el Campeonato Intercontinental de la WWF en una lucha enjaulados en Baltimore. Cuando ambos luchadores trataban de escapar de la celda y parecía que el campeón retendría el título, ya que Valentine lo hacía a través de la puerta y Tito por encima de la jaula, Santana patea la puerta golpeando a The Hammer, alcanzando así el piso en primer lugar y llevándose el combate. Valentine se enojó de tal modo que golpeó repetidamente el cinturón de campeón contra la jaula destrozándolo, teniéndose que fabricarse un nuevo modelo que se mantendría hasta 1998. Tito retendría el título hasta el 8 de febrero de 1986 al perderlo contra Macho Man Randy Savage en un durísimo combate en el Boston Garden. Savage ganaría el campeonato al golpear a Santana con un objeto, lo que llevaría a una serie de repeticiones donde Macho Man se autodescalificaría intencionadamente para retener el cinturón. Esto desembocaría en unos combates sin descalificación donde Savage consigue escapar con la victoria por los pelos.
A finales de 1987, Tito Santana forma la pareja Strike Force con el antiguo AWA World Champion Rick Martel. Rápidamente ganan el Campeonato en Parejas de la WWF a Hart Foundation (Bret Hart y Jim Neidhart) el 27 de octubre en Siracusa, Nueva York. Defenderían el campeonato exitosamente hasta WrestleMania IV donde pierden con Demolition (Ax y Smash).
Debido a una lesión de cuello sufrida por Martel poco después de WrestleMania, el equipo permanece inactivo hasta WrestleMania V en 1989. En lucha contra The Brain Busters (Tully Blanchard y Arn Anderson), Martel abandonaría a Santana durante el combate, dejando a Tito solo ante los dos rivales.
Santana permanece como luchador en solitario y rivaliza con Martel durante un tiempo. Después de que The Ultimate Warrior ganase el Campeonato de la WWF a Hulk Hogan en WrestleMania VI (dejando vacante el Campeonato Intercontinental) Santana participa en un torneo por el título, alcanzando la final donde perdería con Mr. Perfect.
En una gira mundial después de Summerslam 1991, Tito se convertiría en el primer luchador en derrotar a Undertaker mediante un conteo de tres en Barcelona.
En un intento de mantener en auge su carrera, Santana adopta un rol de torero apodado El Matador en 1992, con el cual lucharía hasta 1993. También se enfrentaría a Shawn Michaels en el primer combate de WrestleMania VIII en el Hoosier Dome de Indianápolis, Indiana, y a Papa Shango en combate no televisado de WrestleMania IX, siendo así el único luchador individual junto a Hulk Hogan en aparecer en las nueve primeras ediciones del evento. Una de sus últimas apariciones en la programación de WWF sería ganando a Virgil en Wrestling Challenge, donde acabarían los dos luchadores abrazados.

### Eastern Championship Wrestling (1993)
Santana ganaría el Campeonato Mundial Peso Pesado de la ECW el 8 de agosto de 1993 derrotando a Don Muraco en Filadelfia, Pensylvania, pero lo perdería en menos de un año a favor de Shane Douglas, al ser desposeído del título por no defenderlo.

### American Wrestling Federation (1994-1996)
Durante su estancia en la American Wrestling Federation Santana se alzaría con el American Wrestling Federation Heavyweight Title el 29 de noviembre de 1994 en Chicago, Illinois, al derrotar en la final de un torneo por el título a Cowboy Bob Orton Jr., que se lo arrebataría el 5 de octubre de 1996 en Fort Lauderdale, Florida, pero por poco tiempo, ya que en esa misma velada Santana lo volvería a recuperar. Santana defendería el título por última vez ante Salvatore Sincere, previo al cierre de la promoción.

### World Wrestling Federation (1997-1998)
Tito Santana regresó a trabajar en World Wrestling Federation por una temporada, pero esta vez para hacer el papel de comentarista en la mesa de trasmisiones en español junto a Carlos Cabrera, involucrándose algunas veces en la acción, este finalmente sería remplazado por Hugo Savinovich. Anteriormente trabajó como comentarista de WWF para la cadena Telemundo junto a Miguel Alonso y Pedro Morales.

### World Championship Wrestling (2000)
Tito Santana reaparecería el 10 de enero de 2000 en WCW Monday Nitro, donde en una única actuación derrotaría a Jeff Jarrett en un Dungeon Match.

### Salón de la Fama de la WWE (2004)
El 13 de marzo de 2004, fue incluido al Salón de la Fama de la WWE, con un discurso de inducción de su oponente de WrestleMania VIII, Shawn Michaels. En septiembre de 2008, fue incluido en el Salón de la Fama de la Lucha libre profesional (Salón del Catch).

## Vida privada
Merced Solís es actualmente profesor de español en la Eisenhower Middle School de Roxbury Township, Nueva Jersey, donde vive con su mujer Leah y sus tres hijos: Matthew, Michael y Mark. Su esposa es dueña del Salón de Peluquería Santana en Succasunna, Nueva Jersey.

## Campeonatos y logros
- American Wrestling Federation
  - AWF Heavyweight Championship (2 veces)
- Eastern Championship Wrestling
  - ECW Heavyweight Championship (1 vez)
- International World Class Championship Wrestling
  - IWCCW Heavyweight Championship (1 vez)
- NWA Western States Sports
  - NWA Western States Tag Team Championship (1 vez) — con Ted DiBiase
- Northern States Wrestling Alliance
  - NSWA Heavyweight Championship (1 vez)
- Renegade Wrestling Alliance
  - RWA Heavyweight Championship (1 vez)
- USA Pro Wrestling
  - USA Pro Heavyweight Championship (1 vez)
- World Wrestling Federation
  - WWE Hall of Fame (Promoción de 2004)
  - WWF Intercontinental Heavyweight Championship (2 veces)
  - WWF Tag Team Championship (2 veces) — con Ivan Putski (1) y Rick Martel (1)
  - King of the Ring (1989)

- Pro Wrestling Illustrated
  - Equipo del año (1979) con Ivan Putski[1]
  - PWI ranking N.º 93 de los 500 mejores luchadores en la historia de PWI en 2003.
  - PWI ranking N.º 70 de las 100 mejores parejas en la historia de PWI con Rick Martel en 2003.
  - PWI ranking N.º 92 de las 100 mejores parejas en la historia de PWI con Ivan Putski en 2003.

- Otros Títulos
  - CWA Heavyweight Championship (1 vez)
  - EWA Heavyweight Championship (1 vez)
  - GWA Heavyweight Championship (1 vez)
  - IAW Television Championship (1 vez)
  - NWC Heavyweight Championship (1 vez)
  - UCW Heavyweight Championship (1 vez)
  - USA Heavyweight Championship (1 vez)
  - UWS Tag Team Championship (1 vez)
  - Rio Grande Valley Sports Hall of Fame (Promoción de 2007)